# Distoleon subpunctulatus
Distoleon subpunctulatus is een insect uit de familie van de mierenleeuwen (Myrmeleontidae), die tot de orde netvleugeligen (Neuroptera) behoort. 
Distoleon subpunctulatus is voor het eerst wetenschappelijk beschreven door Brauer in 1869.